# Skylab 2
Skylab 2 (również Skylab SL-2) – pierwsza misja programu Skylab. Misja trwała od 25 maja do 22 czerwca 1973 roku. Start misji miał nastąpić 15 maja (dzień po starcie stacji kosmicznej Skylab), został jednak przełożony o 10 dni z powodu uszkodzenia paneli baterii słonecznych stacji. Podczas lotu astronauci wykonali liczne badania naukowe i eksperymenty naukowe, jak również wykonali ponad 29 000 zdjęć fotograficznych. Misja trwała 28 dni i 50 minut.

## Załoga
- Charles Conrad (4) – dowódca
- Paul Weitz (1) – pilot (doktor medycyny)
- Joseph Kerwin (1) – naukowiec

### Załoga rezerwowa
- Russell Schweickart – dowódca
- Bruce McCandless – pilot
- Franklin „Story” Musgrave – naukowiec

## Przebieg misji
Głównym zadaniem załogi, która wtedy wystartowała stało się przeprowadzenie remontu bazy, a przede wszystkim rozciągnięcie na niej nowej osłony, zabranej przez astronautów z Ziemi na statku Apollo (o zmodyfikowanej do nowego celu konstrukcji). Został on wprowadzony na orbitę za pomocą rakiety nośnej Saturn IB. Ponieważ rakieta Saturn IB startowała ze stanowiska startowego rakiety Saturn V, więc konieczne było umieszczenie jej na specjalnej dodatkowej podstawie w postaci metalowej kratownicy.
Już w 7,5 godziny po starcie astronauci znaleźli się w pobliżu stacji kosmicznej. Najpierw oblecieli ją, dokonując dokładnych oględzin jej uszkodzeń. Po zbliżeniu się bezpośrednio do Skylaba, operując przez otwarty luk, usiłowali otworzyć zablokowaną płytę z fotoogniwami. Niestety nie udało im się tego dokonać. Również cumowanie do bazy natrafiło na spore trudności i astronauci postanowili przenocować w statku Apollo. Pierwszą czynnością astronautów było wyjście na zewnątrz w celu założenia folii osłonowej (Conrad i Kerwin). Następnie przystąpili do odblokowania płyt z fotoogniwami. Po 3 godzinach i 23 minutach udało się otworzyć płyty, w wyniku czego udało się naładować niemal zupełnie rozładowane, 8 baterii niklowo-kadmowych akumulatorów. Dopiero wtedy można było uznać, że baza będzie wykorzystana do zaplanowanych działań. Astronauci przystąpili więc do zaplanowanych badań. Przez 82 godziny przeprowadzali różnorodne obserwacje Słońca, a następnie sfotografowali przeszło 10 mln km² powierzchni Ziemi (czyli około dwóch procent całej jej powierzchni). Wykonali też więcej badań biomedycznych niż zaplanowano. Następnie Conrad i Weitz wyszli jeszcze na zewnątrz bazy 19 czerwca, tym razem na 1 godzinę i 36 minut.
Cały lot był trudny i dramatyczny, ale astronauci z powodzeniem nie tylko zreperowali uszkodzenia bazy, ale wykonali też zaplanowany program badań. Uzyskano 30 242 obrazów z teleskopu modułu ATM (Apollo Telescope Mounts – zestaw teleskopowy Apollo), 8886 obrazów z aparatury EREP (przyrządy do rozpoznawania powierzchni Ziemi) i 13,7 km taśmy magnetycznej z zapisami pomiarów. Podczas dwudziestego siódmego i dwudziestego ósmego dnia lotu astronauci przeprowadzili konserwację urządzeń stacji. Na Ziemię powrócili 22 czerwca 1973 roku po 28 dniach lotu, czyli po osiągnięciu nowego amerykańskiego rekordu długotrwałości pobytu człowieka w Kosmosie. Liczba okrążeń Ziemi – 404, czas pobytu na zewnątrz stacji 5,7 godzin. Wodowanie nastąpiło na Pacyfiku w odległości 9,6 km od lotniskowca USS Ticonderoga (CV-14), 1320 km na południowy zachód od San Diego. O 14:28 UTC załoga i kapsuła powrotna znalazły się na jego pokładzie.

## Problemy
Lot został odroczony o 10 dni z powodu problemów z bateriami słonecznymi, które nie mogły się rozłożyć w wyniku awarii podczas startu, gdy osłona meteorytowa uległa uszkodzeniu oraz uszkodzona została jedna z baterii słonecznych. Czas ten był niezbędny, by personel naziemny mógł znaleźć sposób naprawy stacji. Konieczne okazało się zainstalowanie swego rodzaju zastępczej osłony termicznej chroniącej wnętrze Skylaba przed nadmiernym nagrzaniem. Na pokładzie statku Apollo astronauci wykonali specjalny „parasol”. Po jego zainstalowaniu na zewnętrznej powierzchni laboratorium temperatura wewnątrz stacji spadła do 24 °C, a astronauci mogli wreszcie wejść na pokład Skylaba. 7 czerwca 1973 Charles Conrad oraz Joseph Kerwin wyszli na zewnątrz stacji w celu dokonania naprawy uszkodzonej baterii słonecznej. Umożliwiło to przywrócenie zasilania stacji w energię elektryczną niezbędną dla jej dalszego funkcjonowania.